# Kruhový objezd

Dopravní značka upozorňující na kruhový objezd, užívaná v ČR, Německu a některých dalších zemích

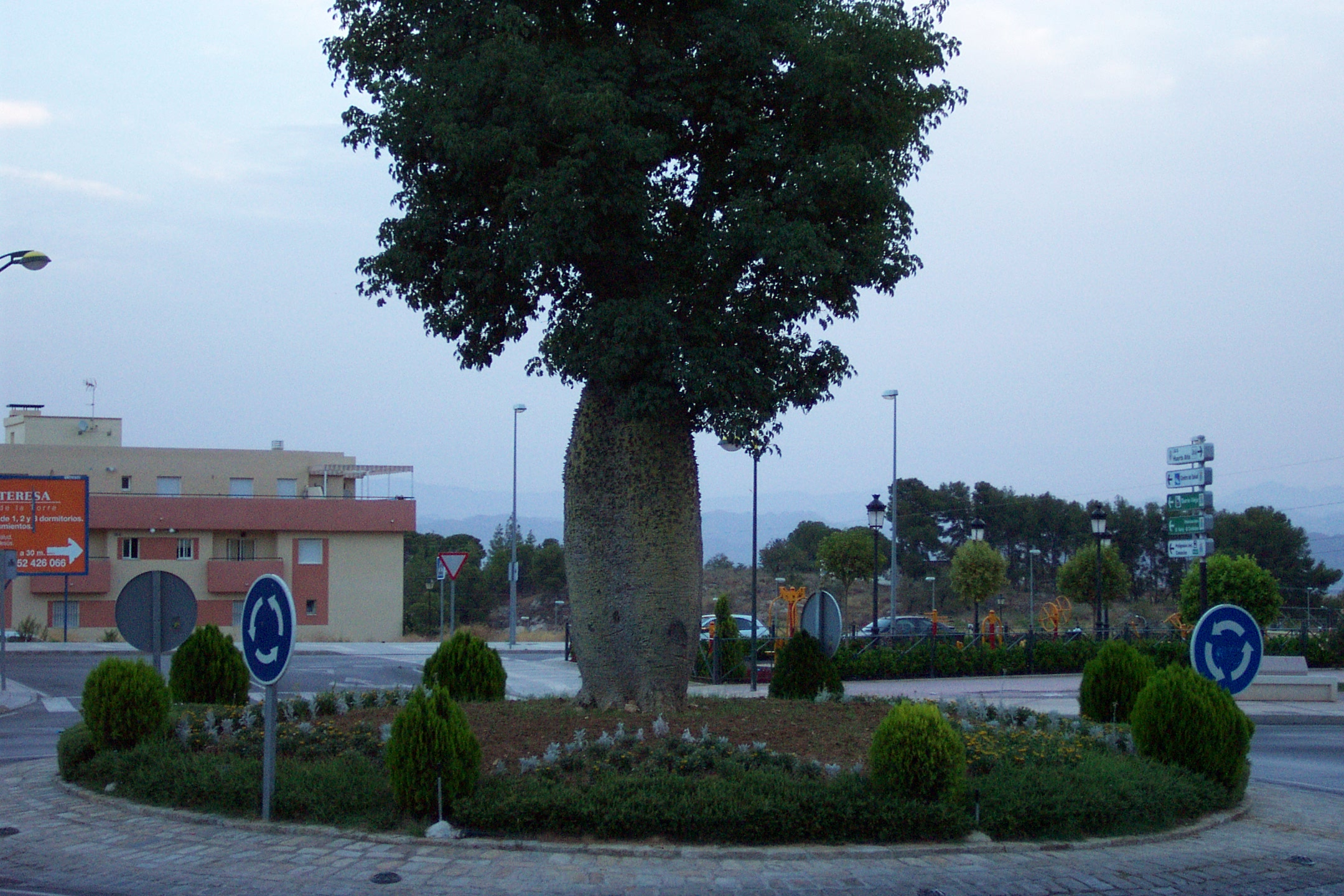
Kruhový objezd, Alhaurín de la Torre, Španělsko

Kruhový objezd (též okružní křižovatka či běžně rondel, kruháč, kruhák nebo i kruhovka) je typ objízdné křižovatky zpravidla kruhového tvaru (někdy však i například čtvercového). Rozděluje celou křižovatku do několika jednoduchých křižovatek okolo kruhu uprostřed, čímž se pravidla týkající se průjezdu křižovatkou zjednoduší. Kruhové objezdy mohou být i významnými urbanistickými prvky; jsou velmi oblíbeným řešením křižovatek například ve Francii a Spojeném království. V Česku se masivněji rozšiřují od konce 20. století.

## Terminologie
Termín „okružní křižovatka“ se používá v kontextu stavebně-technických předpisů a dokumentů, termín „kruhový objezd“ v kontextu pravidel provozu na pozemních komunikacích. 
Podle advokátního koncipienta Daniela Novopackého tyto výrazy nejsou synonymní, ale pojem okružní křižovatka je širší, protože mohou existovat okružní křižovatky, které nejsou označeny jako kruhový objezd a tedy zde například nemusí platit povinnost projíždět tuto křižovatku proti směru hodinových ručiček.
V praxi je dopravní značka „kruhový objezd“ mnohdy používána i na křižovatkových komplexech, které mají jiný než kruhový tvar, například oválný, čtvercový, obdélníkový nebo nepravidelný. 

## Průjezd kruhovým objezdem
Průjezd křižovatkou s kruhovým objezdem se v jednotlivých zemích mírně liší. V Česku se po kruhovém objezdu jezdí při pohledu shora proti směru pohybu hodinových ručiček. Průjezd kruhovým objezdem v zemích, kde se jezdí vlevo, je podobně jako jiná pravidla zrcadlově převrácený.
Do 1. 7. 2006 platila povinnost dát přednost před kruhovým objezdem: řidič vozidla vjíždějícího na kruhový objezd musel dát přednost vozidlům, která již po kruhovém objezdu jedou. Neplatilo zde tedy pravidlo dávání přednosti vozidlům zprava. Podle novelizace pravidel silničního provozu od 1. 7. 2006 obecně platí i na kruhovém objezdu dávání přednosti vozidlům zprava - pokud není přednost na kruhovém objezdu vyznačena dopravními značkami „Dej přednost v jízdě“ nebo „Stůj, dej přednost v jízdě“, musí dávat řidiči, kteří po něm jedou, přednost vozidlům vjíždějícím na objezd. Jinými slovy platí, že je-li křižovatka označena některou z jmenovaných značek přednosti v jízdě (tak je označena většina kruhových objezdů v ČR), vozidla dávají vozidla přijíždějící ke kruhovému objezdu přednost vozidlům po něm jedoucím. Prováděcí vyhláška však stanovovala povinnost vyznačit vždy dopravními značkami povinnost dát přednost při vjíždění na objezd, takže fakticky se pravidlo neměnilo. Od 1. 7. 2006 bylo pravidlo doplněno tak, že i v tomto případě jsou organizované útvary chodců, jezdci na zvířatech a průvodci se zvířaty postaveni na roveň vozidlům, jako je tomu ve většině ostatních případů úpravy přednosti.
Při vjezdu na kruhový objezd se od 1. 7. 2006 neupozorňuje na změnu směru jízdy blikáním, protože je jasné, kterým směrem se auto vydá — doprava. Nebliká se ani při jízdě po kruhovém objezdu, jízda po něm se považuje za přímou. Bliká se pouze před výjezdem a při výjezdu z kruhového objezdu, aby auta, která chtějí na kruhový objezd vjet, věděla, že je vyjíždějící auto již nemůže ohrozit, nebo při přejíždění mezi pruhy ve vícepruhovém objezdu. Pravidla blikání jsou tedy stejná jako v Německu a Rakousku, ale rozdílná než např. ve Francii, Španělsku a Velké Británii.[zdroj?]
Od 1. 1. 2016 již neplatí prováděcí vyhláška, která stanovovala povinnost vyznačit vždy dopravními značkami povinnost dát přednost při vjíždění na objezd, takže záleží již pouze na dopravním značení. V diskusích o právní úpravě platné od roku 2016 se objevila otázka, zda právní úprava umožňuje vznik situace, za níž bude každý z několika vjezdů na kruhový objezd označen jiným způsobem, tedy například první vjezd dvojicí značek „Kruhový objezd“ a „Dej přednost v jízdě“ a další vjezd pouze značkou „Kruhový objezd“. Názory na řešení této otázky se různí. Podle některých výkladů taková rozdílnost v rámci jedné křižovatky s kruhovým objezdem není přípustná, resp. pro každého řidiče po celou dobu průjezdu křižovatou s kruhovým objezdem platí úprava vyplývající ze značení umístěného z té strany kruhového objezdu, ze které do křižovatky s kruhovým objezdem vjel, přičemž tento výklad se opírá zejména o fakt, že zákon zná jen termín „křižovatka s kruhovým objezdem“, tedy že není každý vjezd na kruhový objezd samostatnou křižovatkou. Podle jiných výkladů by řidič jedoucí po kruhovém objezdu musel sledovat zadní strany značek na dalších příjezdových komunikacích, aby mohl určit, zda má před vozidly přijíždějícími po těchto komunikacích na daném vjezdu přednost. Idnes.cz v březnu 2016 novou úpravu označila za „nesmysl, který přinese problémy“.

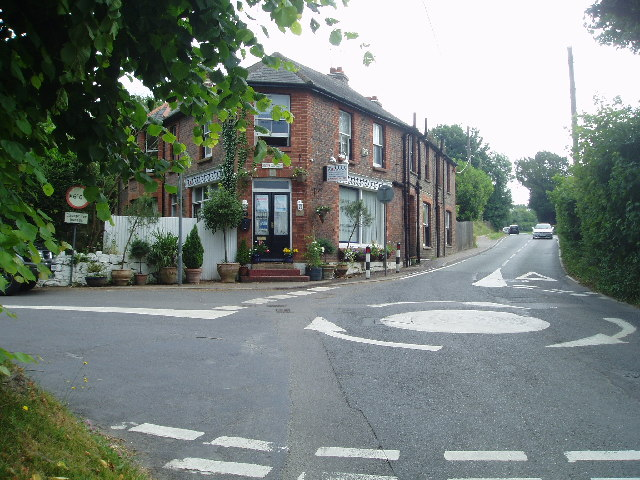
I malé kruhové objezdy můžeme běžně vidět v Anglii.

## Bezpečnost
Kruhové objezdy jsou stavěny hlavně kvůli své bezpečnosti. Středový kruh tvoří přirozenou překážku, kolem které jezdí řidiči pomaleji, a proto i případné nehody mívají jen lehké následky – vozidla se obvykle srazí svými boky v ostrém úhlu, zatímco na klasické křižovatce ke střetu dochází spíše v pravém úhlu nebo čelně s horšími následky. Výjimku tvoří nehody, kdy řidič z nějakého důvodu středový kruh přehlédne a čelně do něj narazí. Takové nehody se často rovnají nárazům do zdi a jsou velmi nebezpečné.
Je-li středový kruh porostlý keři a zároveň má malý poloměr, nemají řidiči potřebný rozhled, což zvyšuje riziko nehody na objezdu. Je-li kruhový objezd dlážděný kamennou dlažbou, nákladní auta trhají kostky z vozovky a výsledek bezpečnost provozu taktéž ovlivňuje spíše negativně.
Kruhový objezd nabízí v podstatě neomezený počet zaústitelných odbočných větví, a to bez újmy bezpečnosti provozu, což je výhoda zejména v porovnání s klasickými křižovatkami o pěti větvích, které jsou nebezpečné nejednoznačnou předností vozidel.
Nevýhodou kruhových objezdů je větší zábor ploch a potřeba viditelnosti z příjezdových větví i na ně; proto jej těžko lze umístit např. v těsné městské zástavbě.

## Propustnost
Díky jednoduchosti, s jakou se kruhovým objezdem projíždí, a pravidlu, že přednost má auto již na objezdu jedoucí, je propustnost kruhového objezdu obvykle vyšší než tomu bývá u křižovatek řízených buď jen dopravními značkami, někdy i semafory. Každý kruhový objezd má určitou maximální intenzitu provozu, kterou snese. Pokud ji překročí, zahltí se i kruhový objezd.
I když se logicky zdá, že tak, jak jsou dnes vyznačeny přednosti na kruhovém objezdu (přednost na kruhovém objezdu), je propustnost objezdu vyšší, a že by při přednost zprava mohlo docházet k zahlcení, opak je pravdou. Propustnost objezdu při přednosti zprava je nepoměrně vyšší, než při současné úpravě. Je to dáno tím, že řidiči nevjedou na objezd, pokud nemají pocit, že neohrozí auto jedoucí po objezdu a tak se četnost vjíždění rapidně snižuje. Simulace ukazuje, že při dání přednosti autu, které je 10 metrů daleko (cca 1 sekunda) se průjezdnost okruhu snižuje o 25 procent.
Ve Francii, kde je stejná úprava, řidiči na kruhovém objezdu používají metodu „zipu“, což je skoro totéž, jako přednost zprava.
Úprava, kterou navrhlo ministerstvo dopravy (2016) je dobrá, ale nebude ji možno použít, protože řidiči by takovou úpravu bez masivní osvěty nerespektovali.

## Kruhový objezd jako architektonický prvek
Kruhové objezdy se často ve městech využívají jako okrasný prvek. Každý projíždějící totiž nemůže přehlédnout jeho středový kruh. Umělecká výzdoba kruhu květinami, sochami a nebo i vodotrysky je velmi populární např. ve Francii. Podobný zvyk se začíná prosazovat i v Česku. Spousta obcí umísťuje do středu objezdu dominantu, která má obec charakterizovat, např. znak, symbol, tradiční zaměření obce aj. Například v Trutnově (městě draka), je uprostřed jedné z mnoha křižovatek drak. Nespornou výhodou kruhových objezdů ve městech je i možnost jednotlivé kruhové křižovatky od sebe odlišit a řidičům poskytnout výborný orientační bod.

## Typy kruhových objezdů

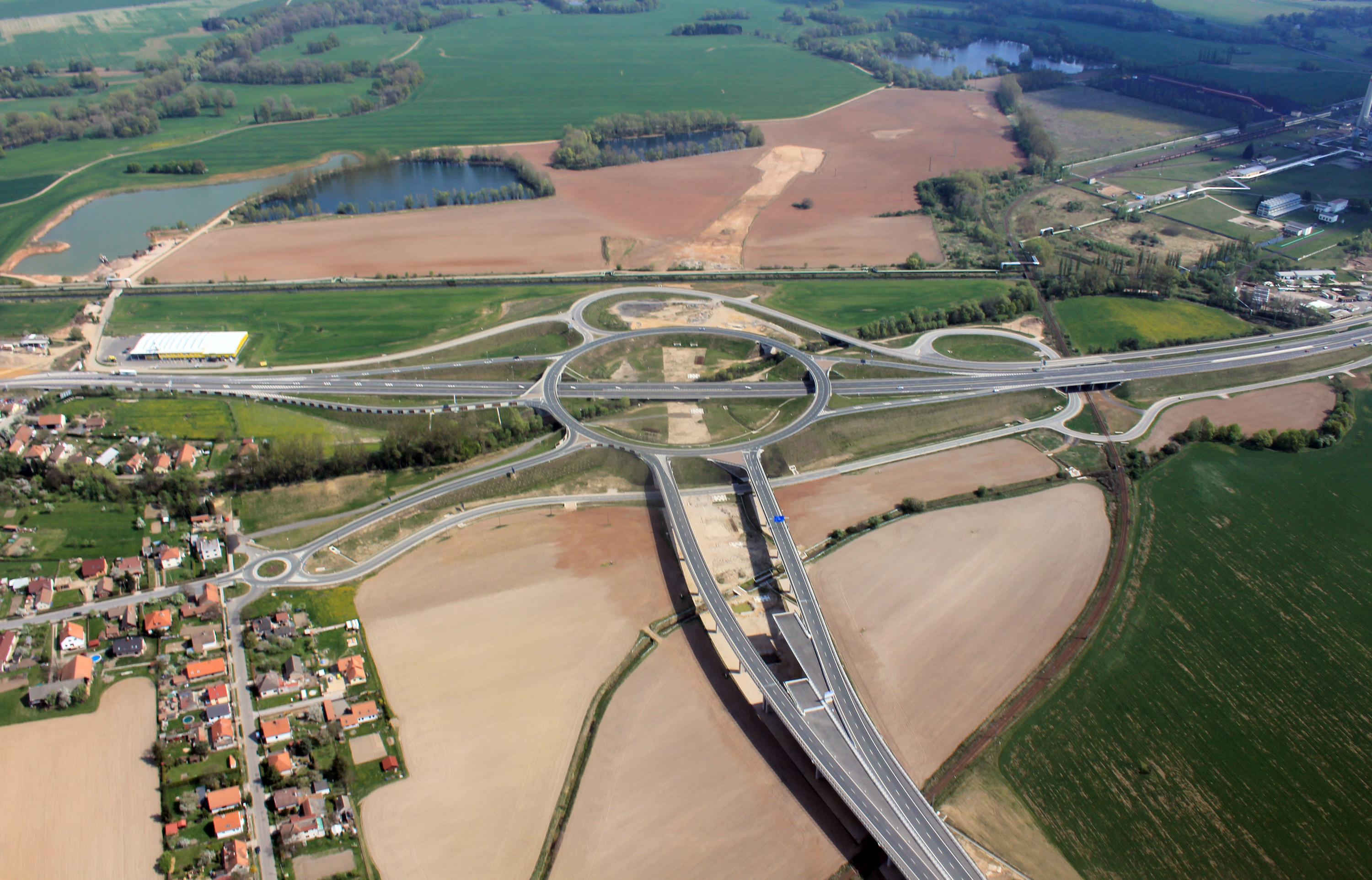
Kruhový objezd u Opatovic nad Labem, křížení dálnice, rychlostní komunikace a silnic II. třídy

V České republice ve vydání technických podmínek Ministerstva dopravy TP 135 z roku 2005 byly okružní křižovatky rozděleny na dva typy: miniokružní křižovatky a okružní křižovatky. Nové vydání, z dubna 2017, rozlišuje tři typy: miniokružní křižovatky (MOK), jednopruhové okružní křižovatky (JOK) a turbo-okružní křižovatky. Současně byl z „technických podmínek“ vypuštěn typ okružní křižovatky se soustředným uspořádáním jízdních pruhů na okružním pásu, protože se jedná o nevhodné řešení jak z pohledu kapacity, tak i bezpečnosti, a byl nahrazen turbo-okružní křižovatkou se spirálovým uspořádáním jízdních pruhů. V pravidlech provozu se typy kruhových objezdů nijak nerozlišují. 

### Víceproudý kruhový objezd
Víceproudý kruhový objezd je kruhový objezd se dvěma a více jízdními pruhy. Při přejíždění mezi jízdními pruhy vícepruhového kruhového objezdu se manévr signalizuje ukazatelem změny směru jízdy (blinkrem). Vždy je nutné sledovat vodorovné dopravní značení – čáry na silnici.

### Turbookružní křižovatka

Schéma turbookružní křižovatky

V některých zemích (Spojené království, Nizozemsko), ale i v Česku (České Budějovice) je vodorovné značení některých rozsáhlejších objezdů upraveno do tvaru rozvíjející se spirály – tomuto uspořádání se říká turbookružní křižovatka. Vjezdová větev má vždy více jízdních pruhů, každý z nich s vyznačeným směrem z kruhového objezdu. Do jízdního pruhu, který bude vně kruhového objezdu se řadí vozidla opouštějící objezd první odbočkou, do vnitřního jízdního pruhu vozy opouštějící objezd poslední odbočkou. Řidič tak nemusí na objezdu přejíždět mezi pruhy, správný jízdní pruh si totiž již vybere před křižovatkou a ten jej pak vyvede přímo ven z kruhového objezdu.

### Okružní křižovatka s jedním preferovaným směrem

Schéma okružní s preferencí směru zleva doprava

Existují i okružní křižovatky, které umožňují přímý průjezd pro určitý směr. Tyto však bývají řízeny světelnou signalizací.

### Kapkovitý kruhový objezd
Kruhové objezdy s jiným než kruhovým tvarem usnadňují průjezd křižovatkou v určitých směrech. Návrh tvaru závisí na intenzitě provozu v daných směrech.

### Miniokružní křižovatka
Miniokružní křižovatka je okružní křižovatka s pojížděným středem.

### Dálniční křižovatka
Drtivá většina dálničních křižovatek ve Spojeném království je řešena jako kruhový objezd. Ten přímo neprotíná dálnici, ale je postaven na mostech nad ní a vedou k němu nájezdy. Pro řidiče to znamená zjednodušení orientace - křižovatky mají jednotný tvar a při přejetí odbočky se lze na každém sjezdu z dálnice i snadno otočit. Větší kruhové objezdy jsou řízeny světly. Nevýhodou je sice nutnost stavby dvou mostů přes dálnici, ale naopak obrovskou výhodou se stává menší záběr prostoru, který normálně i malá mimoúrovňová křižovatka vyžaduje pro své vratné větve, oblouky a rozplety. Navíc se na jeden nájezd může jednoduše napojit více silnic. V České republice je asi nejznámějším příkladem (zatím nedostavěná) MÚK Opatovice nad Labem na dálnici D35. Podobné kruhové křižovatky ovšem vytlačují původní (polo)čtyřlístkový tvar a na českých dálnicích jich bylo postaveno už několik, např. na D1 na exitu 361 v Ostravě-Přívoze.

## Konkrétní případy kruhových objezdů

### Swindon (Anglie)

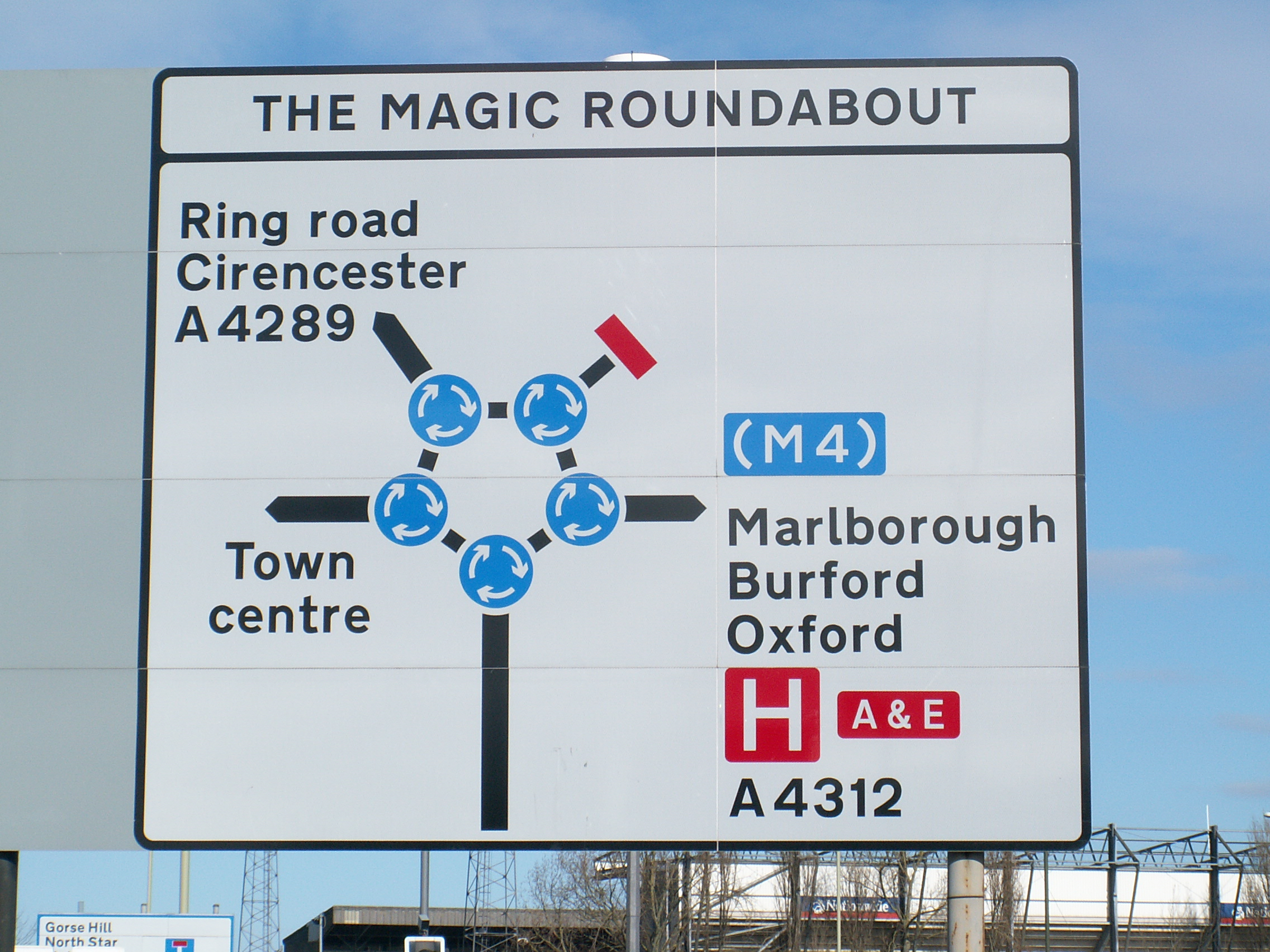
„Kouzelný kruhový objezd“ ve Swindonu

Město Swindon v anglickém hrabství Wiltshire je známé svým „kouzelným kruhovým objezdem“ (Magic Roundabout). Je považován za nejsložitější křižovatku typu kruhového objezdu na světě. Jde o pět samostatných kruhových objezdů uspořádaných do kruhu – je to velký kruh, na který se napojuje pět silnic. Každé napojení je ale malým kruhovým objezdem. Po velkém kruhu se tedy vlastně může projíždět v protisměru. Tento systém byl navržen Britskou laboratoří pro výzkum silnic. Má mít vyšší propustnost než obyčejný kruhový objezd. Byl postaven v roce 1972. Podobný objezd se nalézá i ve městě Hemel Hempstead v hrabství Hertfordshire. Lokalizace: 51°33′46,08″ s. š., 1°46′17,04″ z. d.

### Arc de Triomphe
Vítězný oblouk (Arc de Triomphe) v Paříži ve Francii je nejstarší kruhový objezdem na světě. Sbíhá se zde dvanáct ulic a jde o křižovatku s častými dopravními nehodami.

### Šanghaj
Ve stanici metra Lujiazui ve stejnojmenné čtvrti v Šanghaji v Číně je nad kruhovým objezdem nadzemní kruhová promenáda pro chodce, která eliminuje přecházení vozovky chodci a propojuje stanici podzemní dráhy s okolními reáliemi a mrakodrapy.

### Putrajaya
Ve městě Putrajaya v Malajsii – na jih od hlavního města Kuala Lumpur, je největší kruhový objezd na světě. Má plochu 4 500 m2 a uprostřed pětihvězdičkový hotel, druhou rezidenci premiéra Malajsie a botanickou zahradu Petra Perdana Gardens.

### Vítězné náměstí v Praze
Kruhový objezd dominující Vítěznému náměstí v Praze–Dejvicích má dva jízdní pruhy s dalším odbočovacím. Navíc celý kruhový objezd ve třech místech protínají tramvajové koleje. Pro řidiče neznalého místních poměrů může být jeho průjezd komplikovaný. Pražané nazývají toto náměstí běžně „Kulaťák“. Ve 30. letech 20. století však tramvajové koleje tvořily kruhový objezd také a to uvnitř kruhového objezdu pro silniční dopravu. Pozice a počet jejich odboček zůstal stejný.

### Havířov
Velký kruhový objezd v Havířově (místními zvaný prostě „rondel“), nedaleko vlakového nádraží, který patří mezi největší úrovňové (průměr vnitřní zelené plochy cca 120 m) a nejstarší (vybudován v 60. letech 20. století) v Česku, je netypicky kombinován částečným řízením světelnou signalizací. Netypické je také řešení jízdních pruhů: původně kompletně dvoupruhový objezd byl před obdočkou na Ostravu doplněn o třetí jízdní pruh, naopak před odbočkou na ulici Orlovskou byl přebudován v jednopruhovém řešení. K přebudování na současný stav bylo přistoupeno v létě roku 2010, protože původní kruhový objezd přestal kapacitně i bezpečnostně vyhovovat, obzvláště ve směru z Ostravy a Šumbarku, intenzitě dopravy více než 50 tisíc vozidel denně. V současnosti se jedná o turbookružní křižovatku.

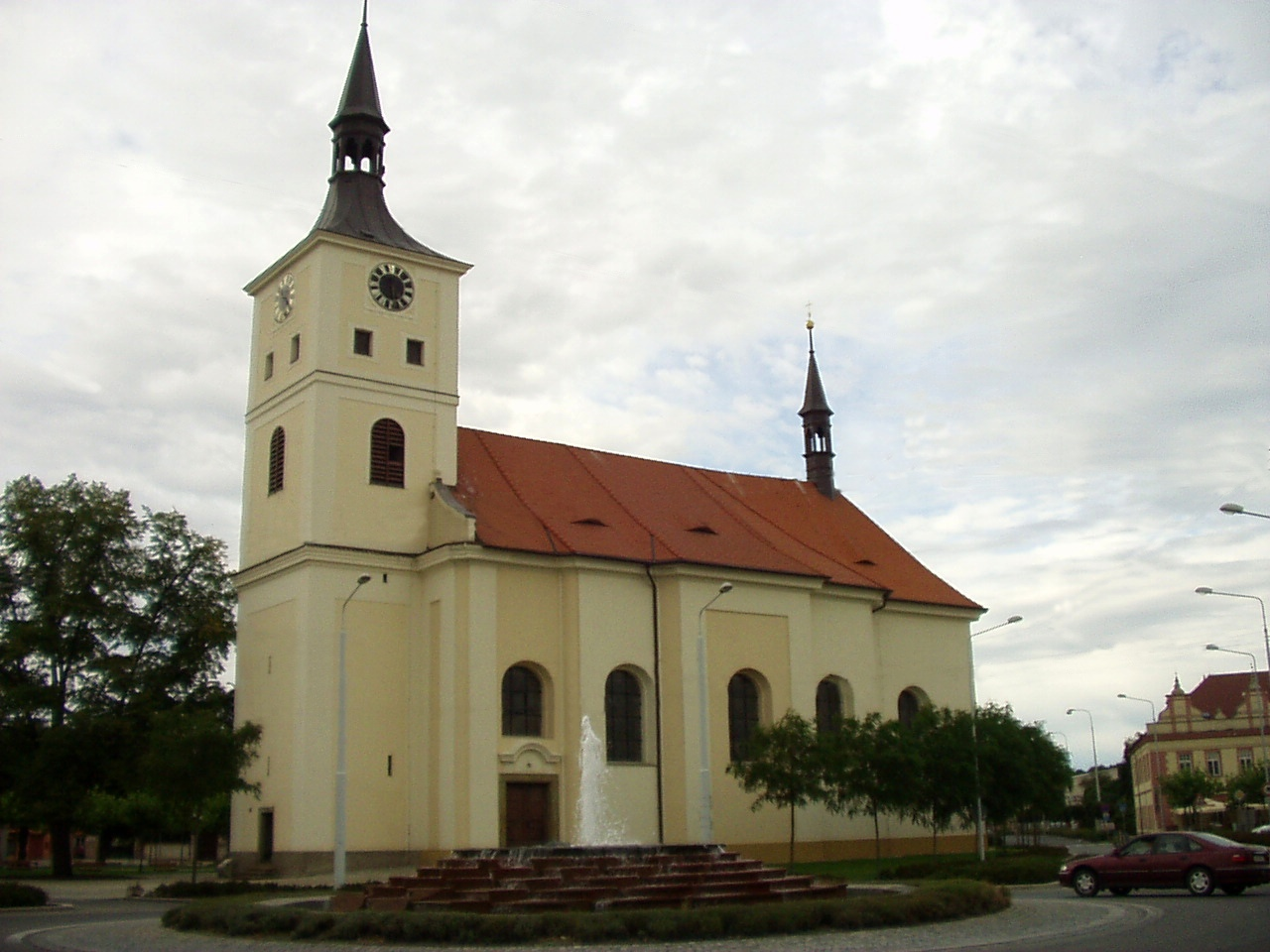
Fontána uprostřed kruhového objezdu v Lázních Bohdaneč

Tento kruhový objezd je křižovatkou šesti komunikací: ulic Ostravské (silnice I/11 od Ostravy), U Motelu (místní komunikace), Hlavní třídy (silnice I/11 směr centrum Havířova, Žilina), Orlovské (silnice II/475 směr Orlová, Karviná), U Nádraží (místní komunikace, směr sídliště Šumbark) a Železničářů (místní komunikace k vlakovému nádraží). Semafory byly opatřeny příjezdové větve z Hlavní třídy, Ostravské ulice a ulice U Nádraží. Současné řešení je považováno za dočasné, poněvadž je v tomto místě do budoucna počítáno s mimoúrovňovým křížením silnic v rámci výstavby přeložky silnice I/11 v úseku Havířov – Třanovice s označením S11 (mj. obchvat Havířova). Silnice S11 bude procházet pod tímto kruhovým objezdem v ose od dnešní ulice Ostravské směrem na Orlovskou ulici. Výstavba této silnice je však zatím v nedohlednu.
Střed zelené plochy v minulosti zdobila velkolepá, několik desítek metrů vysoká ocelová plastika s květinovou tematikou (květ je jedním ze symbolů města), která však byla pro neutěšený stav na přelomu tisíciletí stržena a zlikvidována.

### Náměšť na Hané

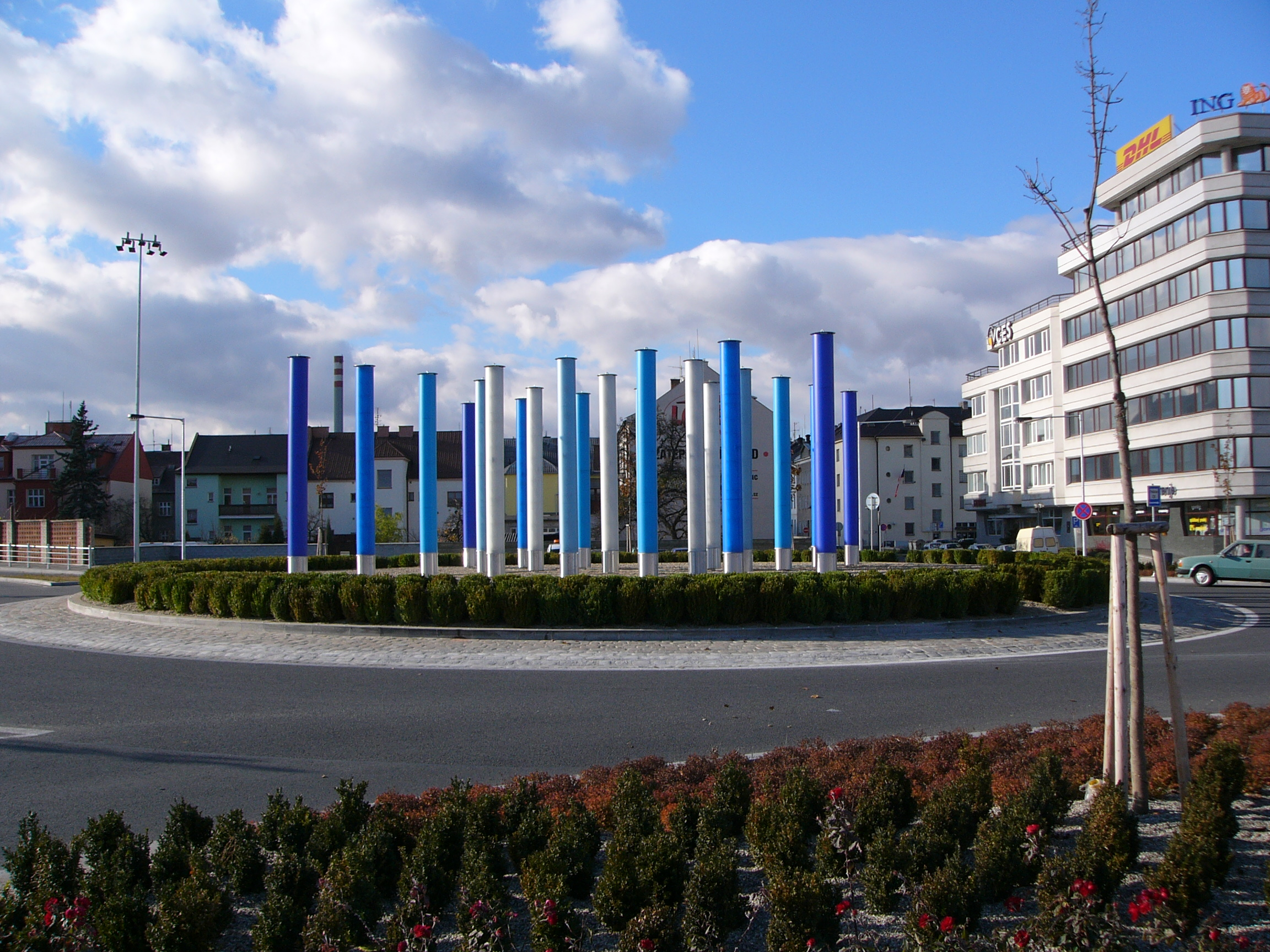
Světelná fontána uprostřed kruhového objezdu v přednádražním prostoru v Olomouci

Zámek Náměšť na Hané se nachází uprostřed kruhového parku, kolem nějž vede jednosměrná okružní ulice Hrad, značená jako kruhový objezd. S průměrem 200 m a délkou 625 m se tak jedná o jeden z největších a také nejstarších (konec 18. století) kruhových objezdů v Česku.

### Soběslav
V Soběslavi je jako kruhový objezd taktéž vyznačeno celé náměstí Republiky, takže např. kostel sv. Petra a Pavla se nachází uvnitř kruhového objezdu.